# Jean-Luc Le Ténia
Jean-Luc Le Ténia, de son vrai nom Jean-Luc Lecourt, né le 3 juin 1975 au Mans, et mort dans cette même ville le 5 mai 2011,, est un auteur-compositeur-interprète dessinateur et vidéaste français. Prolifique, il a à son actif plus de 2 000 chansons.

## Biographie
Jean-Luc Le Ténia écrit, compose et interprète des chansons à partir de 1996, s'accompagnant le plus souvent d'une guitare ou d'un synthétiseur. Didier Wampas l'a proclamé « meilleur chanteur français du monde », ce qui a donné le nom de l'album phare de Jean-Luc, Le Meilleur Chanteur Français du Monde, lequel contient également une chanson de ce titre.
Il se fait connaître en 1998 grâce aux Wampas qui reprennent une de ses chansons, Jean-Luc Le Ténia, sur leur album Chicoutimi. Cette chanson devenue plus connue que Jean-Luc lui-même, il décide alors d'adopter le pseudonyme « Le Ténia » (il utilisait jusqu'alors son vrai nom, Lecourt). Il était employé à la médiathèque du Mans.
Il est particulièrement remarqué par son excentricité en 2000, alors qu'il fait la première partie d'un concert des Wampas à La Cigale, arrivant sur scène habillé en fille et terminant sa prestation complètement nu.
Son style minimaliste et souvent brut exprime aussi bien la tristesse et la poésie que l'exubérance, la colère et l'humour. Dans une interview donnée en 2003, Didier Wampas qualifie Jean-Luc Le Ténia de « seul représentant de l’Anti-folk en France », tandis qu'Ignatus, qui a produit un des albums de Jean-Luc Le Ténia, qualifie le style de celui-ci de « folk-punk ».
Les sujets de ses chansons sont le plus souvent puisés dans son quotidien et son imagination (rêves, fantasmes…), ce qui fait que ses compositions s'apparentent à l'autobiographie, voire à la psychanalyse. On y retrouve donc des thèmes très variés : la joie et la tristesse, l'humour et la gravité, la générosité et l'orgueil, la mélodie et le cri, la douceur et la rage, la tendresse et la violence, le calme et l'agitation, le sérieux et l'excentricité, la timidité et l'exubérance, la sobriété et le tumulte, le romantisme et la frustration, l'espoir et le désespoir, etc. Il est considéré comme un chanteur à part, vivant une vie banale voire quelque peu médiocre et triste, à la vie sentimentale pauvre, qu'il raconte en chansons.
Il fait régulièrement des reprises de chansons d'artistes de tous genres : Daniel Johnston, Elvis Presley, les Ramones, les Beatles… ; il a même consacré un album entier à des reprises de Neil Young (Jean-Luc Le Ténia sings Neil Young, 2008). Il a également fait un duo avec l'auteure Chloé Delaume : la chanson, Du haut, qui apparaît sur l'album Automne (2009).
Tous ses albums sont autoproduits : d'abord sous forme de cassette, puis de CD à partir de 2004 (les dernières cassettes ont été compilées ou rééditées en CD). Seul l'album Le meilleur chanteur français du monde (2002) est sorti sur un label, Ignatub, du chanteur Ignatus (ex-Objets).
En dehors de la musique, Jean-Luc Le Ténia travaille aux médiathèques du Mans. Il est également dessinateur : il a notamment participé à différents fanzines, dont Radis Noir qu'il a fondé en 1992 avec le dessinateur Tony Papin, fanzine parrainé par Jean-Luc Coudray - et écrit, en particulier un Diary, qui est son journal intime de 1997 à 2004, puis à partir de 2010, que l'on peut trouver sur son site. Il réalisa également des vidéos qui servent de support à ses clips.
Il s'est donné la mort le 3 mai 2011. Il avait composé près de 2000 morceaux.

## Hommages et reprises
Cette section ne s'appuie pas, ou pas assez, sur des sources secondaires ou tertiaires indépendantes du sujet. Le texte peut contenir des analyses inexactes ou inédites de sources primaires.
Pour l'améliorer, ajoutez-en, ou placez des modèles {{Source secondaire souhaitée}} ou {{Source secondaire nécessaire}} sur les passages mal sourcés. (janvier 2024)
En 2013, Didier Wampas et Bikini Machine reprennent sa chanson Si tu me quittais des yeux sur l'album Comme dans un garage.
En décembre 2014, le groupe Salut c'est cool reprend sa chanson La décoration sur leur album Reprises. 
En octobre 2016, le groupe Gontard! sort une compilation de reprises, hommage au chanteur.
En décembre 2016, les éditions (Book is) Conspiration publie le journal de Jean-Luc Le Ténia sous le titre Le meilleur chanteur français du monde.
Le 7 juin 2017, un concert-hommage rassemblant Didier Wampas, Ignatus, Thomas de Pourquery, Joseph Racaille, Gontard! et Trotski Nautique a lieu au Théâtre de Verre à Paris.
Le 15 avril 2020, le label La Souterraine publie TÉNIAMANIA, un album uniquement composé de reprises. Le 3 mai 2021, le même label sort TÉNIAMANIA 2, un second album de reprises.
En 2020, le groupe Gargäntua reprend sa chanson Chloé.

## Discographie
- Il y a des limites au romantisme (1997-1998 / compilé en 2005)
- Je ne te connaissais pas (1998-1999 / compilé en 2005)
- Au mois d'octobre (1999-2000 / compilé en 2005)
- Un garçon sensible (2000-2001 / compilé en 2005)
- Mon cœur brille (2000-2001 / compilé en 2005)
- Quand tu me prends par la main (automne 2001)
- Le meilleur chanteur français du monde (2002 / label Ignatub)
- Ténia-mania (printemps 2002)
- L'âme du Mans (printemps 2002)
- Surnager (été 2002)
- Tous les matins (février 2003)
- Une copine digne de ce nom (été 2003)
- Dans mes bras (décembre 2003)
- Joli cadre (juillet 2004)
- La passe (automne 2004)
- University (janvier 2005)
- Hypercubisme et matière exotique (printemps 2005)
- L'Amour et/ou La Poésie (été 2005)
- Pas cool (automne 2005)
- Pierre de touche (décembre 2005)
- L'Au-delà (mars 2006)
- Mieux vaut commander (été 2006)
- La véritable grotte de Lascaux (octobre 2006)
- Far Piazza Pulita (mars 2007)
- Tommy revisited (mars 2007)
- Je suis l'océan (juin 2007)
- Devenir le monde (août 2007)
- Aquaplaning (décembre 2007)
- Mort aux espions (janvier 2008)
- Animalière (2008)
- Jean-Luc Le Ténia sings Neil Young (2008)
- Almah (2009)
- Agent octuple (2009)
- Automne (2009)
- Haute-couture (2010)